# Japewiella
Japewiella is een geslacht van korstmossen dat behoort tot de orde Lecanorales van de ascomyceten. De typesoort is Japewiella carrollii.

## Soorten
Volgens Index Fungorum telt het geslacht zes soorten (peildatum oktober 2021):
| Soortnaam                  | Auteur(s)              | Publicatiejaar |
| -------------------------- | ---------------------- | -------------- |
| Japewiella djagensis       | (Zahlbr.) Printzen     | 2000           |
| Japewiella dollypartoniana | J.L. Allen & Lendemer  | 2015           |
| Japewiella pacifica        | Printzen               | 2000           |
| Japewiella pruinosula      | (Müll. Arg.) Kantvilas | 2011           |
| Japewiella tavaresiana     | (H. Magn.) Printzen    | 2000           |
| Japewiella variabilis      | Elix & P.M. McCarthy   | 2018           |